# Itu‘aū County
Itu‘aū County är ett county i Amerikanska Samoa (USA).   Det ligger i distriktet Östra distriktet, i den västra delen av landet, 3 km söder om huvudstaden Pago Pago. Itu‘aū County ligger på ön Tutuila Island.